# 贝迪亚
贝迪亚（西班牙語：Vedia）是西班牙巴斯克自治区比斯开省的一个市镇。总面积17平方公里，总人口994人（2001年），人口密度大约每平方公里有58人